# Heavy Is the Crown
Heavy Is the Crown è un singolo del gruppo musicale statunitense Linkin Park, pubblicato il 24 settembre 2024 come secondo estratto dall'ottavo album in studio From Zero.

## Descrizione
Presentato a sorpresa durante un concerto tenuto alla Barclays Arena di Amburgo il 22 settembre 2024, il brano è stato scelto da Riot Games come inno ufficiale del campionato mondiale di League of Legends del 2024, nonché come parte della colonna sonora della seconda stagione della serie televisiva Arcane.

## Video musicale
In concomitanza con l'uscita del singolo è stato presentato un video animato a tema League of Legends, diffuso attraverso i canali ufficiali del videogioco.

## Tracce
Download digitale
1. Heavy Is the Crown – 2:48 (Linkin Park, Mike Elizondo)

Download digitale – Original Score
1. Heavy Is the Crown (Original Score) – 1:42 (Mike Shinoda, Alex Seaver)

## Formazione
Hanno partecipato alle registrazioni, secondo le note di copertina di From Zero:
Gruppo
- Emily Armstrong – voce
- Colin Brittain – batteria
- Brad Delson – chitarra, pianoforte
- Phoenix – basso
- Joe Hahn – giradischi, campionatore, programmazione
- Mike Shinoda – voce, chitarra, tastiera, campionatore, programmazione

Produzione
- Mike Shinoda – produzione, ingegneria del suono
- Colin Brittain – coproduzione
- Brad Delson – coproduzione
- Mike Elizondo – produzione aggiuntiva
- Ethan Mates – ingegneria del suono
- Rich Costey – missaggio
- Jeff Citron – assistenza al missaggio
- Emerson Mancini – mastering

## Classifiche

### Classifiche settimanali
| Classifica (2024)                | Posizione massima |
| -------------------------------- | ----------------- |
| Austria                          | 2                 |
| Belgio (Fiandre)                 | 41                |
| Belgio (Vallonia)                | 42                |
| Brasile                          | 30                |
| Canada                           | 40                |
| Estonia                          | 117               |
| Finlandia                        | 23                |
| Francia                          | 33                |
| Germania                         | 3                 |
| Grecia                           | 15                |
| Irlanda                          | 49                |
| Italia                           | 72                |
| Lettonia                         | 8                 |
| Lituania                         | 28                |
| Lussemburgo                      | 4                 |
| Paesi Bassi                      | 51                |
| Polonia                          | 19                |
| Portogallo                       | 10                |
| Regno Unito                      | 18                |
| Regno Unito (rock & metal)       | 2                 |
| Repubblica Ceca                  | 4                 |
| Slovacchia                       | 23                |
| Spagna                           | 62                |
| Stati Uniti                      | 79                |
| Stati Uniti (alternative)        | 3                 |
| Stati Uniti (hard rock)          | 2                 |
| Stati Uniti (rock)               | 11                |
| Stati Uniti (rock & alternative) | 12                |
| Svezia                           | 38                |
| Svizzera                         | 3                 |
| Ungheria                         | 16                |

### Classifiche di fine anno
| Classifica (2024) | Posizione |
| ----------------- | --------- |
| Austria           | 59        |
| Germania          | 80        |
| Svizzera          | 100       |